# 城巴95線
城巴95線是香港南區一條來往鴨脷洲邨和石排灣邨的已取消巴士路線。

## 歷史
- 1980年5月1日，投入服務，為鴨脷洲島首條對外巴士路線。
- 1982年3月15日，改為循環線，車費HK$0.6。
- 1986年4月1日，車費加至HK$1。
- 1998年9月1日，中華巴士專營權結束後改由新巴接辦。
- 1999年7月11日，增設空調服務。
- 2000年8月31日，全港最後一部前置引擎雙層巴士—利蘭勝利二型(LV33)，行走此路線尾班車後宣告退役；當日新巴多部利蘭勝利二型型同時退役，其中LV30更成為勝利二型告別遊河的主角，而81線亦有勝利二型行走，由於尾班車開出時間較此路線為早，令此路線成為勝利二型在香港最後一條行走的巴士路線；該車款的退役，象徵香港境內所有專營巴士公司再沒有任何前置引擎雙層巴士行走。
- 2002年8月18日，提升為全空調服務。
- 2002年12月16日，本線與95A線合併，延至利南道工業區。
- 2018年5月28日：增設實時抵站時間查詢服務。[1]
- 2023年7月1日：因應城巴新巴專營權合併，改由城巴營辦。
- 2024年4月7日：取消服務，由95C和595線延長路線和調整服務時間取代。[2]

## 服務時間及班次
| 鴨脷洲邨／鴨脷洲（利南道）開 | 鴨脷洲邨／鴨脷洲（利南道）開 | 鴨脷洲邨／鴨脷洲（利南道）開 | 鴨脷洲邨／鴨脷洲（利南道）開 | 鴨脷洲邨／鴨脷洲（利南道）開 |
| 日期                         | 服務時間                     | 班次（分鐘）                 | 起點站                       | 終點站                       |
| ---------------------------- | ---------------------------- | ---------------------------- | ---------------------------- | ---------------------------- |
| 星期一至五                   | 06:05、06:20、06:35          | 06:05、06:20、06:35          | 鴨脷洲邨                     | 利南道工業區                 |
| 星期一至五                   | 06:37                        | 06:37                        | 利南道工業區                 | 利南道工業區                 |
| 星期一至五                   | 07:00-07:30                  | 15                           | 利南道工業區                 | 利南道工業區                 |
| 星期一至五                   | 07:30-08:30                  | 20                           | 利南道工業區                 | 利南道工業區                 |
| 星期一至五                   | 08:30-12:40                  | 25                           | 利南道工業區                 | 利南道工業區                 |
| 星期一至五                   | 12:40-13:40                  | 20                           | 利南道工業區                 | 利南道工業區                 |
| 星期一至五                   | 13:40-19:30                  | 25                           | 利南道工業區                 | 利南道工業區                 |
| 星期一至五                   | 19:50、20:10、20:30          | 19:50、20:10、20:30          | 利南道工業區                 | 鴨脷洲邨                     |
| 星期一至五                   | 20:45-22:05                  | 20                           | 鴨脷洲邨                     | 鴨脷洲邨                     |
| 星期一至五                   | 22:05-23:20                  | 25                           | 鴨脷洲邨                     | 鴨脷洲邨                     |
| 星期一至五                   | 23:46                        |                              | 鴨脷洲邨                     | 鴨脷洲邨                     |
| 星期六                       | 06:05、06:20、06:35          | 06:05、06:20、06:35          | 鴨脷洲邨                     | 利南道工業區                 |
| 星期六                       | 06:37                        | 06:37                        | 利南道工業區                 | 利南道工業區                 |
| 星期六                       | 07:00-09:30                  | 25                           | 利南道工業區                 | 利南道工業區                 |
| 星期六                       | 09:30-10:50                  | 20                           | 利南道工業區                 | 利南道工業區                 |
| 星期六                       | 10:50-19:10                  | 25                           | 利南道工業區                 | 利南道工業區                 |
| 星期六                       | 19:32                        |                              | 利南道工業區                 | 利南道工業區                 |
| 星期六                       | 19:50、20:10、20:30          | 19:50、20:10、20:30          | 利南道工業區                 | 鴨脷洲邨                     |
| 星期六                       | 20:45-22:05                  | 20                           | 鴨脷洲邨                     | 鴨脷洲邨                     |
| 星期六                       | 22:05-23:20                  | 25                           | 鴨脷洲邨                     | 鴨脷洲邨                     |
| 星期六                       | 23:46                        |                              | 鴨脷洲邨                     | 鴨脷洲邨                     |
| 星期日及公眾假期             | 06:09-20:44                  | 25                           | 鴨脷洲邨                     | 鴨脷洲邨                     |
| 星期日及公眾假期             | 20:44-23:46                  | 26                           | 鴨脷洲邨                     | 鴨脷洲邨                     |

特別班次（鴨脷洲邨↺香港仔（洛陽街））
- 星期一至六：05:05、05:25、05:45

星期日及公眾假期不設服務

## 收費
全程：$4.0
| - 本線設有12歲以下小童及65歲或以上長者半價優惠。 - 65歲或以上香港居民使用「樂悠咭」，以及12歲以下合資格殘疾兒童使用「殘疾人士身份」個人八達通繳付車資，均可享有每程$2.0或半價（以較低者為準）的票價優惠；12至64歲合資格殘疾人士使用「殘疾人士身份」個人八達通（包括「樂悠咭」），以及60至64歲香港居民使用「樂悠咭」繳付車資，均可享有每程$2.0或全費（以較低者為準）的票價優惠。 - 65歲或以上長者如使用長者或一般個人八達通繳付車資，則只可享有半價優惠；12至64歲合資格殘疾人士如不使用「殘疾人士身份」個人八達通，以及60至64歲人士如不使用「樂悠咭」繳付車資，必須繳付全費。 - 乘客可以現金或八達通於上車時付款，不設找續。 - 每位成人乘客可免費攜帶最多兩名4歲以下而不佔座位的兒童乘客乘車，超額之4歲以下小童必須繳付小童車費乘車。 - 九龍巴士、城巴及龍運巴士全職員工及家屬（不包括外判職員）可免費乘搭本路線，惟必須拍職員或職員家屬八達通。 - 乘客亦可使用AlipayHK「易乘碼」、支付寶、WeChatHK／微信支付「搭車碼」、銀聯雲閃付「乘車碼」及BOC Pay「乘車碼」、具有感應式支付功能的VISA、Mastercard及銀聯卡，以及Apple Pay、Google Pay及Samsung Pay流動支付平台繳付車資。使用此支付方式的乘客可享有中途下車之分段收費，以及與其他城巴獨營路線或聯營線城巴班次之轉乘優惠，惟不適用於與非城巴路線之轉乘優惠。乘客亦不能享有「公共交通費用補貼計劃」及「長者及合資格殘疾人士公共交通票價優惠計劃」。 |

- 往石排灣方向，由利南道工業區／鴨脷洲邨至香港仔海濱公園站登車的乘客，若需繼續前往香港仔大道（漁暉道）或之後往鴨脷洲方向的巴士站，需於景暉閣站重新繳付車資。

### 八達通轉乘優惠
乘客登上本線後指定時間內以同一張八達通卡轉乘以下路線，或從以下路線登車後指定時間內以同一張八達通卡轉乘本線，次程可獲車資折扣優惠：
95←→48、94A，次程車資全免，轉乘時限為60分鐘
- 95往石排灣 → 48或94A往華富
- 48往深灣或94A往利東邨 → 95往鴨脷洲

95←→91，次程可獲$1折扣優惠
- 95往石排灣 → 91往中環，轉乘時限為60分鐘
- 91往鴨脷洲邨 → 95往利南道工業區，轉乘時限為120分鐘

95←→970X，次程可獲$1.5折扣優惠
- 95任何方向 → 970X往長沙灣，轉乘時限為90分鐘
- 970X往香港仔 → 95任何方向，轉乘時限為120分鐘

95←→A10
- 95往石排灣 → A10往機場，回贈首程車資，轉乘時限為90分鐘
- A10往鴨脷洲 → 95往利南道工業區，轉乘時限為120分鐘

## 使用車輛
本線平日（星期一至五）上午繁忙時間使用三輛亞歷山大丹尼士Enviro500 11.3米（40**）及富豪B9TL(45XX)，其餘時段使用2輛前述車款行走，而星期六及假日則使用2輛前述車款行駛。

### 車務安排
鑒於鴨脷洲（利南道工業區）總站位置偏僻，交通不便，故本線安排車長於鴨脷洲邨進行交更或用膳。駕駛本線車長於下班或用膳前返抵利南道工業區後，仍須駕駛巴士前往石排灣並沿途載客直至鴨脷洲邨，才由另一車長接續駕駛。因此，往石排灣方向部分班次或須於鴨脷洲邨稍作停留，以便車長交接，交接期間乘客可逗留在車上。

## 行車路線
常規班次
經：利景街、利南道、鴨脷洲橋道、鴨脷洲邨巴士總站、鴨脷洲橋道、鴨脷洲大橋、香港仔海傍道、天橋、香港仔大道、香港仔水塘道、漁光道、香港仔水塘道、香港仔大道、鴨脷洲大橋、鴨脷洲橋道、鴨脷洲邨巴士總站、鴨脷洲橋道、利南道、利興街及利景街。
斜體字之路段祇限往返利南道工業區的班次駛經
特別班次
經：鴨脷洲橋道、鴨脷洲大橋、香港仔海傍道、天橋、香港仔大道、洛陽街、東勝道、香港仔大道、鴨脷洲大橋及鴨脷洲橋道。

### 沿線車站
| 1                  | 鴨脷洲（利景街） | 鴨脷洲（利南道工業區）巴士總站 |
| 2                  | 利景街           | 利南道                         |
| 3                  | 污水處理廠       | 利南道                         |
| 4                  | 怡南路           | 利南道                         |
| 5                  | 鴨脷洲邨         | 鴨脷洲邨巴士總站               |
| 6                  | 利枝道           | 鴨脷洲橋道                     |
| 7                  | 鴨脷洲徑         | 鴨脷洲橋道                     |
| 鴨脷洲大橋         |                  |                                |
| 8                  | 逸港居           | 香港仔海旁道                   |
| 9                  | 香港仔海濱公園   | 香港仔海旁道                   |
| 香港仔大道行車天橋 |                  |                                |
| ^                  | 洛陽街           | 洛陽街                         |
| 10                 | 崇文街           | 香港仔水塘道                   |
| 11                 | 漁光村白沙樓     | 香港仔水塘道                   |
| 12                 | 漁光村海鷗樓     | 漁光道                         |
| 13                 | 扶康會康復中心   | 漁光道                         |
| 14                 | 石排灣邨         | 漁光道                         |
| 15                 | 漁暉苑日暉閣     | 漁光道                         |
| 16                 | 漁暉苑景暉閣     | 漁光道                         |
| 17                 | 漁暉道           | 香港仔大道                     |
| 18                 | 業漁大廈         | 香港仔大道                     |
| 鴨脷洲大橋         |                  |                                |
| 19                 | 鴨脷洲徑         | 鴨脷洲橋道                     |
| 20                 | 利枝道           | 鴨脷洲橋道                     |
| 21                 | 鴨脷洲邨         | 鴨脷洲邨巴士總站               |
| 22                 | 御庭園           | 利南道                         |
| 23                 | 污水處理廠       | 利南道                         |
| 24                 | 海怡工貿中心     | 利南道                         |
| 25                 | 鴨脷洲（利景街） | 鴨脷洲（利南道工業區）巴士總站 |

備註

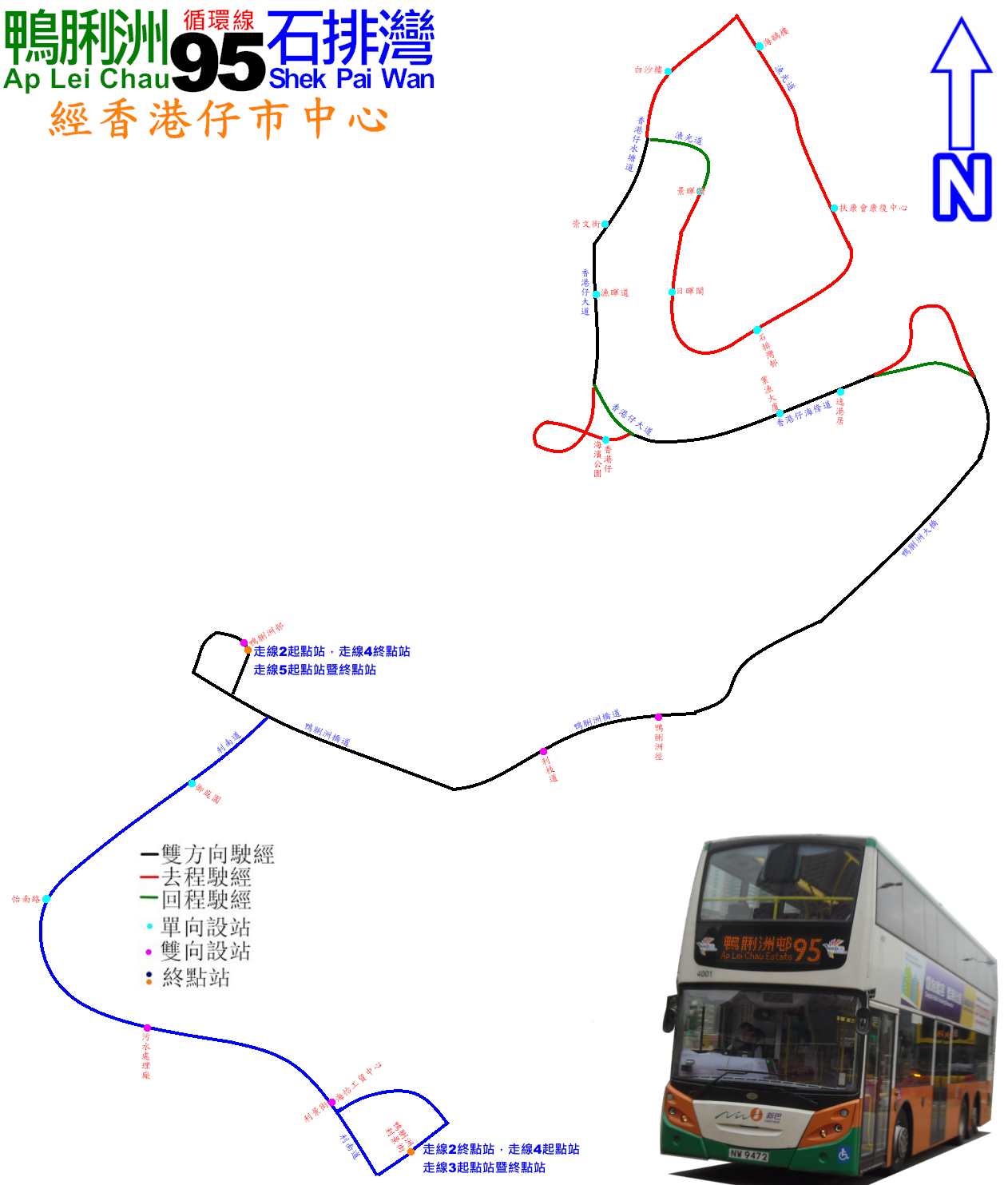
95線的走線圖(適用於走線2至5)

1. 特別班次（鴨脷洲邨↺香港仔（洛陽街））停靠第5-9、17-21及有 ^ 號之車站
2. 逢星期一至六（公眾假期除外）06:05-06:35開出的班次，停靠第5-25號車站
3. 逢星期一至五（公眾假期除外）19:55-20:25及星期六（公眾假期除外）19:50-20:25開出的班次，停靠第1-21號車站
4. 逢星期一至六（公眾假期除外）20:36至尾班車為止及星期日至公眾假期全日開出的班次，停靠第5-21號車站

## 外部連結
- 新巴95線 常規班次及2、3、4、5班次 （页面存档备份，存于）（中文）
- 新巴95線 香港仔班次（1班次） （页面存档备份，存于）（中文）
- 681巴士總站 新巴95線 （页面存档备份，存于）